# Legend of the Seeker
Legend of the Seeker o en español: La Leyenda del Buscador es una serie de televisión estadounidense basada en los dos primeros libros de la saga La espada de la verdad escrita por Terry Goodkind: Debt of Bones & Wizard's First Rule (en español El libro de las sombras contadas y Las cajas del destino). La serie está producida por ABC Studios y distribuida por Disney-ABC Domestic Television. Sam Raimi, Robert Taper, Joshua Donen, Ned Nalle y Kenneth Beller son sus productores ejecutivos. La serie comenzó a transmitirse en Estados Unidos el 1 de noviembre de 2008. La serie fue emitida en España por Telecinco a partir del 15 de marzo de 2009 a las 18:00. Una segunda temporada fue confirmada por Janice Marinelli, la presidenta de ABC-Disney Domestic Television, que será transmitida a partir del 7 de noviembre en Estados Unidos.
La serie narra el viaje épico de un joven guía de bosques llamado Richard Cypher (Craig Horner), una misteriosa mujer llamada Kahlan Amnell (Bridget Regan), y un mago llamado Zeddicus Zu'l Zorander (Bruce Spence). Deben detener al temido mago Rahl el Oscuro (Craig Parker) para que no obtenga un antiguo y temido poder.

## Producción

### Desarrollo
Sam Raimi se interesó en adaptar la novela La Espada de la Verdad después de que sus compañeros Joshua Donen y Robert Tapert lo animaran a leer los libros. Raimi consideró adaptar el primer libro a una película o a una miniserie de cinco partes, pero decidió hacer una serie de televisión semanal luego de hablar con el autor de los libros, Terry Goodkind. Una serie de televisión semanal les permitiría incluir mucho más de las historias y de los aspectos más importante del libro. 
Goodkind se resistió a vender los derechos de sus libros en múltiples ocasiones antes de reunirse con Raimi, porque no confiaba en que los productores mantuvieran la integridad de sus historias y personajes. Raimi, quien ha producido Hercules: The Legendary Journeys y Xena: la princesa guerrera junto a Tapert y Ned Nalle, vio la oportunidad de volver al negocio de la televisión. De todos modos, el negocio de la televisión ha disminuido después de la pérdida de importantes mercados extranjeros.
ABC Studios acordó financiar el proyecto y ordenó la producción de 22 episodios luego de que fuera aprobada para su transmisión en las estaciones con cobertura del 84 % de los Estados Unidos, siendo Tribune Company la principal. El programa, que es altamente orientado a la acción y requiere efectos visuales, obtuvo un presupuesto de US$1.5 millones por episodio.
Originalmente, la serie se llamó igual que el primer libro de la saga de Terry Goodkind: Wizard's First Rule. Después se renombró Legend of the Seeker por sugerencia de Goodkind, ya que los productores querían diferenciar la trama del libro, y hubiera sido muy restrictivo para ellos incluir sucesos fuera de los acontecimientos de la primera novela.

### Escritura
Al contrario de otros programas como Xena: La Princesa Guerrera y Hercules: The Legendary Journeys producidas por Raimi and Tapert, Legend of the Seeker carece del humor irónico. Los productores ejecutivos intentaron que el show fuera "sólo sobre contar la historia de los personajes y los sacrificios que se hacen el uno al otro". Algunas veces es sobre el significado de la verdadera amistad. Y siempre es la historia del viaje de un héroe. Tapert dice: "No quisimos tener la actitud postmoderna de los 90 donde la forma parte de la broma. 'Seeker' es mucho más seria que 'Hercules' y 'Xena'".
Debido a que la serie se produjo en Nueva Zelanda y el equipo de guionistas se encontraba en Los Ángeles, uno de los mayores problemas fue lidiar con la diferencia horaria y la comunicación. En términos de escritura, Kenneth Biller reparó en que uno de los desafíos mayores fue crear episodios independientes y a la vez integrar la historia y mitología creada por Terry Goodkind, y "honrar los libros sin transformarlos". Como tal, la serie contiene algunas historias de los libros y otros eventos han sido creados por los guionistas. La razón que da Raimi por los cambios es que la estructura de los libros difiera de un programa semanal de una hora. Tapert y Raimi afirman que mientras los escritores han tenido que crear sucesos que no fueron puestos en el libro, ellos han sido fieles con los personajes, temas y la historia del libro:

... Creo que lo más importante, al menos para mi, es que el corazón y alma de los personajes están intactos, lo que representan, lo que significan, las cosas buenas por las que pelean, sus debilidades y como las sobrellevan, lo que el villano representa para el héroe, la historia de amor. Todo será puesto en pantalla tan fiel como a los escritores les sea posible. La trama real sucede en un orden ligeramente diferente, y en ocasiones las historias serán contadas de forma distinta a como están puestas en el libro.
Sam Raimi

### Casting
Para el personaje de Richard Cypher, Taper recalcó que cuando vio a Craig Horner en su cinta de audición, "creyó completamente que era el indicado, inmediatamente". Raimi pensó que, aunque Horner era mayor que el personaje que interpretaba, era "muy creíble" y que "tiene muchas cualidades de él, en la vida real, y que probablemente hará a la audiencia creer que está tomando ese viaje hacia la creación de una persona responsable y ese desarrollo del personaje es muy importante para mí en las historias de Terry Goodkind". Horner no conocía los libros antes de la audición y un amigo lo convenció de leerlos y presentarse para el papel.
Para el papel de Kahlan Amnell, Raimi dio crédito a Taper por encontrar a Bridget Regan, a la que vio en una de las cintas de audición que recibió. Raimi pensó que ella conectaba las situaciones fantásticas por ser "muy humana y real", y recalcó: "me conmovió y le creí y pensé que no podía pedir nada más". Como Horner, Regan no había leído los libros antes de la audición. Horner y Regan fueron reunidos para una "lectura de química" en Los Ángeles, en la que los productores coincidieron en que habían encontrado a los dos actores principales.

## Trama
La historia tiene lugar en el mundo creado por el autor Terry Goodkind en La Espada de la Verdad. Las tres tierras principales son las Tierra Occidental, la Tierra Central y D'Hara. La Tierra Occidental está separada de la Central por el Límite, que fue creado para prevenir que la magia entrara. Al otro lado de la Tierra Central está D'Hara, gobernada por Rahl el Oscuro. Las Confesoras protegen el bienestar de la gente de la Tierra Central.
Los primeros 22 episodios, aunque se basan en el primer libro de la saga: "Wizard's First Rule", consisten en historias de un capítulo con eventos y personajes que no se encuentran en el libro. La historia comienza después de la invasión del ejército de Rahl el Oscuro en la Tierra Central. Kahlan Amnell (Bridget Regan), una Confesora, emprende un viaje hacia la Tierra Occidental en busca de un mago y del Buscador, quien estaba destinado a vencer a Rahl el Oscuro. Kahlan encuentra al mago, Zeddicus Zu'l Zorander (Bruce Spence), y al Buscador, Richard Cypher (Craig Horner), quien es forzado a aceptar su destino. Juntos, comienzan un viaje para encontrar a Rahl y a sus seguidores.

## Personajes

### Principales
- Richard Cypher (Craig Horner)

Es un joven guía de bosques que vive en el Valle del Corzo, un pueblo en la Tierra Occidental, un lugar en donde la magia no existe. Richard es el hijo adoptado de George Cypher y hermano de Michael Cypher. Descubre que es el Buscador - "un héroe que aparece en tiempos de crisis y sufrimientos y que debe derrotar el mal". Aunque Richard se muestra reacio a ser el Buscador, asume su destino como el héroe que la profecía anunció.
Craig Horner explica que Richard es un personaje que "es lo que ves" y que es "muy confiable", añade que "lo único que se ha reservado su vida es su ira, y puede liberarla una vez que tiene entre sus manos la Espada de la Verdad".
- Kahlan Amnell (Bridget Regan)

Es una Confesora y en contraste a las novelas en la que se basa la serie, no es la última Confesora viva. Como Confesora, tiene el poder de aumentar el amor que las personas sienten por ella, permitiéndole tenerlas bajo su control. Este poder le permite servir a la gente de la Tierra Central, quienes la respetan y la temen. Su madre está muerta, mientras que su padre está en paradero desconocido hasta que se presenta en un episodio como un vulgar ladrón y mentiroso, y su hermana fue asesinada por los soldados de Rahl el Oscuro. En su travesía para combatir a Rahl, su personaje debe proteger al Buscador con su vida. El productor ejecutivo Robert Tapert la describe como "la heroína de 2009... aunque quizá más femenina, a la vez que ruda, como Xena".
- Zeddicus "Zedd" Zu'l Zorander (Bruce Spence)

Es un mago que vive en la Tierra Occidental, donde la gente piensa que tan sólo es un viejo loco. Con la intención de cumplir la profecía que hablaba de Richard, Zedd lo llevó hasta la Tierra Occidental tras nacer para así protegerlo de Rahl el Oscuro. Allí, Zedd entregó a Richard a quienes las nubes le dijeron que eran las mejores personas: George y Mary Cypher. Después de que Richard aceptara ser el Buscador, Zedd se vuelve su mentor y jura protegerlo con su vida. Más tarde se descubre que es su abuelo.
- Cara (Tabrett Bethell)

Es una Mord-Sith reclutada para destruir al Buscador. Lideró el ataque al grupo de Richard cuando este se dispuso a juntar los cofres, lo que le envió con él al futuro y se vio obligada a trabajar junto a él para volver a su tiempo. Al enterarse de esto, las otras Mord-Sith la atacaron y la abandonaron en mitad de un bosque hasta que Richard la encontró y decidió acompañarle en su misión de derrotar al Guardián. Ella siempre se disculpa diciendo que ella cumple su misión como Mord-Sith, proteger a Lord Rahl.

### Recurrentes
- Rahl el Oscuro/Darken Rahl (Craig Parker) (Primera y segunda temporada)

Es el emperador de D'Hara. Es un tirano que quiere apoderarse de la Tierra Occidental y la Tierra Central y formar un imperio, esclavizando a la gente que vive allí. Mientras usa a sus magos y legiones de soldados para que lo ayuden a conseguir su meta, él busca los Cofres de Orden con el fin que obtener el poder máximo, y también el Libro de las Sombras Contadas para aumentar más el poder de los cofres para sí. Rahl es consciente de la profecía del Buscador y ha ordenado a sus seguidores asesinarlo.
- Shota (Danielle Cormack) (Primera y segunda temporada)

Es una bruja que gobierna las Fuentes del Agaden y que advierte a Richard sobre la profecía en la que Kahlan lo traicionaría. Antiguamente amó a Zedd, pero su relación no tenía futuro. Ambos poseen la misma edad, pero ella usa su magia para mantener su juventud. Iguala en poder a Zedd.
- Egremont(Kevin J. Wilson) (Primera y segunda temporada)

General y Consejero de Rahl el Oscuro. Es un gran estratega y parece ser la única persona en la que Darken Rahl ha llegado a confiar. Hasta la segunda temporada no se le vio participar en ningún combate en campo abierto, solo aconsejando a Darken Rahl. Muere en la segunda temporada tras ser alcanzado por el fuego de mago de Zedd.
- Dennee Amnell (Tania Nolan (1.ª temporada)/Gina Holden (2.ª temporada))

Hermana de Kahlan, y a la cual todos creían muerta. Cuando finalmente la encuentran, se descubre que está embarazada y luego da a luz un confesor varón. En la segunda temporada se descubre que debió asesinar a su hijo y posteriormente murió a manos de Cara. En la 2.ª temporada volvió a la vida gracias a Denna en un cuerpo distinto.
- Denna (Jessica Marais) (Primera y segunda temporada)

Mord-Sith que captura a Richard . Las Mord-Sith son un grupo de élite de mujeres guerreras de D'Hara (inspirado en las Amazonas caucásicas) . Disfrutan capturando hombres y haciéndolos sus siervos, mascotas y esclavos.
Las candidatas para convertirse en Mord-Sith se seleccionan entre las chicas más implacables de las tierras de D'Hara, independientemente de su rango, riqueza o cualquier otro factor. Las chicas más implacables siempre son las mejores Mord-Sith porque tienen las más altas dotes de firmeza, carentes de compasión alguna.
Durante el entrenamiento, se ve obligada a ver cómo su maestra y abuela tortura lenta y brutalmente a hombres de su entorno como su padre, hasta convertirlo en su perro esclavo. Esto es para librarla de cualquier tipo aún de compasión hacia él. 
La única arma que llevan los Mord-Sith es la Agiel, una pequeña vara de cuero (comúnmente usada en la muñeca por una cadena) que causa un dolor extremo a cualquiera a quien la Mord-Sith toque. Las Mord-Sith usan Agiels para luchar, torturar y matar, si bien son empleados para la instrucción de sus hombres-esclavos (cada Morth Sith se jacta de tener su propia jauría), hasta conseguir su completa y absoluta sumisión.
Una Mord-Sith, está dotada de la capacidad de capturar la magia de un mago o hechicero. Una vez capturada, la Mord-Sith puede usar la magia inerte del usuario para causarle un dolor inimaginable a voluntad. Como tal, las Mord-Sith son la pesadilla de cualquier hombre. En Legend of the Seeker, el poder de Mord-Sith es ligeramente diferente. Una Mord-Sith es capaz de desviar cualquier magia usada contra ellas hacia el usuario, fortaleciendo su efecto hasta que es casi imposible escapar.
Salen a cazar nuevos hombres para aumentar su jauria. Tratan a sus capturados como perros, a los que enseñan a disfrutar de su sumisión mediante un continuo entrenamiento de dolor y humillación. La saga de Mortth Sith suele ser hereditaria a través de su genética, y reciben su poder de abuelas, madres y tías (solo mujeres). Cuando una Mortth Sith es nombrada, se la cede un esclavo de su mentora, siendo este el primero de su harén (que normalmente suele ser alguien de su familia, para acrecentar su desapego).
Están inspiradas en las amazonas caucásicas que gobernaban en absoluta ginarquía con los hombres como esclavos y mascotas, a los que obligaban a base látigo y vara a cumplir sus órdenes. Cuando un esclavo no valía se sacrificaba en cacerías de entrenamiento. Eran tenidas por su falta de clemencia y su disfrute en el dolor del sometido.
A cada Mord-Sith se le enseña el Aliento de Vida . Que es simplemente reanimación boca a boca. Usado comúnmente entre las Mord-Sith para revivir a quienquiera que estén torturando, para que puedan continuar con su tortura y sufrimiento (es lo que ellas llaman su entrenamiento para su reconocimiento como su Ama).
La más implacable de todas las Morth Sith es Denna (o Ama Denna como obliga a llamarla a sus sometidos y mascotas). Denna era considerada la mejor de todas las Mord-Sith en capturar y entrenar hombres para que se convirtieran en mascotas obedientes. Ella misma tiene a su padre en su jauria, totalmente sometido a su merced. En un capítulo dice:
“ Soy implacable. Puede que no sea tan cruel como algunas de las demás Sith, pero disfruto destrozando a un hombre más que cualquiera de ellas. Amo lastimar a mis "mascotas" más que cualquier otra cosa en la vida. Vivo para hacerlo. No me rindo, no me canso y no me relajo en mis funciones de conseguir el temor y el miedo en mis sumisos."
"Cuando acabe tu entrenamiento harás lo que sea para complacer a tu Ama Denna. Quiero que aprendas. Aprende que puedo hacer lo que quiera y que no hay forma de que me detenga. Debes aprender que estás totalmente indefenso y que si disfrutas de cualquier momento sin dolor, es solo porque yo lo elijo. No tú. "
- Jensen Rahl (Brooke Williams) (Primera y segunda temporada)

Hermana de Richard por parte de madre (no se sabe si tienen el mismo padre) y hermanastra de Darken Rahl. Apodada como "La que nació sin la Mácula de los Dones", es una joven muy especial inmune a toda clase de magia, aunque por otro lado tampoco puede usarla.
- Michael Cypher (David de Lautour) (Primera temporada)

Es el hermano mayor de Richard y el Primer Consejero de Hartland/Valle del Corzo. Lo traiciona y Rahl toma Hartland aunque posteriormente vuelve a ayudar a su hermano a expulsar al ejército de Rahl de Hartland. Muere en la batalla ayudando a los protagonistas.
- Dell "Chase" Brandstone (Jay Laga'aia) (Primera temporada)

Es el líder de los Guardianes del Consejero del Valle del Corzo. También es un hombre de familia y el mejor amigo de Richard.
- Demmin Nass (Renato Bartolomei) (Primera temporada)

General de las Fuerzas de D'Hara a quien se le encargó la búsqueda de la segunda Caja del Destino, en Kelabra. Murió poco después al ser confesado por Kahlan para ser una distracción frente a Zedd, también confesó por la anterior Madre Confesora, y recibió el impacto del fuego mágico del mago.
- Giller (Phil Peleton) (Primera temporada)

Mago de la Primera Orden que trabaja para Rahl a pesar de haber jurado lealtad a las confesoras. Descubre la Surkaia, el utensilio que le dio los poderes a la primera confesora. Intenta usarla para extraerle los poderes a Kahlan lo que provoca que Kahlan desate por primera vez "La Cólera de Sangre" (Cóndar) y muere cuando las agujas de la Surkaia se clavaron en su cuerpo.
- Sor Nicci (Emily Foxler) (Segunda temporada)

Primera líder de las Hermanas de la Oscuridad. Consiguió absorber la magia de Richard y se convirtió en la hechicera más poderosa del mundo conocido. Tras dos fracasos las otras hermanas intentaron matarla y a partir de ese momento decidió no servir más al guardián y solo atender a sus propios intereses, hasta que es tomada prisionera por Darken Rahl
- Sor Mariana (Elizabeth Blackmore) (Segunda temporada)

Líder de las Hermanas de la Oscuridad desde el fracaso de Nicci. Aparece varias veces a lo largo de la segunda temporada mostrando ser una temible enemiga de Richard. Despiadada, cruel y carente de signos de bondad sigue ciegamente las órdenes del Guardián del submundo.
- Leo (Matthew Le Nevez) (Segunda temporada)

Es el nuevo buscador nombrado por Zed y Kahlan para poder seguir buscando la Piedra de las Lágrimas mientras Richard aprendía a usar su magia. Murió al proteger a Kahlan de un ataque mágico de Nicci.
- Flynn (Michael Whalley) (Segunda temporada)

Pícaro que estaba preso en un campo de exterminio de las Morth Sith, hasta que Richard y los demás asaltaron el campo y liberaron a los presos. Robó el tesoro que allí se encontraba y accidentalmente en su mano quedó grabada una runa que era la llave para encontrar la piedra de las lágrimas. Tras haber cumplido su misión se va a viajar por el mundo con una joven llamada Anabel.
- Sor Verna (Alison Bruce) (Segunda temporada)

Hermana de la Luz que recibió la misión de buscar y encontrar a Richard para enseñarle a usar su magia. Pasó 23 años buscándole. Aunque al principio se muestra en desacuerdo con la actitud de Richard, con el tiempo empieza a apreciarlo y admirarlo.
- Dahlia (Laura Brent) (Segunda temporada)

Mord-Sith que era íntima amiga de Cara. Durante su entrenamiento como Mord-Sith ambas empezaron una especie de relación amorosa. Por órdenes de Rahl secuestra a Cara para que el tirano pueda volver a doblegarla a su voluntad.

## La Leyenda del Buscador en España
En España la serie fue estrenada por Telecinco el día domingo 15 de marzo de 2009 a las 18:00. Y finalizó el domingo 5 de julio, cosechó muy buenos resultados. Se espera que en agosto empiece a rodarse la 2 temporada o a estrenarse. El capítulo de estreno que consta de dos partes, "Prophecy y Destiny", cosechó un promedio de 18,5 % (2 046 000).
La serie es doblada por TECNISON, S.A. (Madrid) y cuenta con los siguientes actores de doblaje para los personajes más influyentes en la primera temporada.
El domingo 5 de julio de 2009 finalizó la 1 temporada en España. Cosechando muy buen share durante todos los capítulos.
| Actor/Actriz      | Personaje                   | Doblaje                     |
| ----------------- | --------------------------- | --------------------------- |
| Craig Horner      | Richard Cypher              | Miguel Ángel Garzón         |
| Bridget Regan     | Kahlan Amnell               | Beatriz Berciano            |
| Bruce Spence      | Zeddicus Zu'l Zorander      | Roberto Cuenca Martínez     |
| Craig Parker      | Rahl el Oscuro*/Darken Rahl | Luis Manuel Martín Díaz     |
| Jake Laga'aia     | Dell "Chase" Brandstone     | Jorge Texeira               |
| David de Latour   | Michael Cypher              | Pablo Sevilla               |
| Tania Nolan       | Dennee Amnell               | Emma Cifuentes              |
| Jessica Marais    | Denna                       | Ana Jiménez                 |
| Danielle Cormack  | Shota                       | Ana Plaza                   |
| Renato Bartolomei | Demmin Nass                 | Héctor Cantolla             |
| Phil Peleton      | Giller                      | Roberto Cuenca Rodríguez JR |
| Kevin J. Wilson   | General Egremont            | Victor Agramunt             |

El canal SyFy emite desde el 4 de mayo de 2010 la serie desde el primer capítulo. El canal emite todos los martes un doble capítulo y se prevé que la emisión termine el 13 de julio. Además, el canal ha confirmado que ha obtenido los derechos de emisión de la segunda temporada, que emitirá a partir del próximo 3 de noviembre aunque no ha mencionado si se emitirán 1 o 2 episodios por noche.

## Episodios
El programa ha sido aprobado por 22 episodios para asegurar al menos una temporada. La serie debutó el 1 de noviembre de 2008 en los Estados Unidos y es transmitida los sábados o domingos, dependiendo la hora y estación de televisión. Actualmente emite su segunda temporada con gran éxito de audiencias al igual que la primera. Esta segunda temporada ha sufrido varios cortes a través de esta debido a que el tiempo de grabación y producción de cada capítulo era demasiado largo. Actualmente se emiten los últimos 7 episodios de la temporada sin cortes y hasta el final.

## Respuesta del público

### Índices de audiencia
Legend of the Seeker debutó el fin de semana del 1-2 de noviembre de 2008 en los Estados Unidos y atrajo a más de 4.1 millones de espectadores en los dos días. Los dos primeros episodios obtuvieron un promedio de 1.5/2 puntos del Nielsen Rating entre los 54 programas medidos con un promedio de 1.4/3 el día sábado y 1.7/3 el domingo. Además de mejorar su franja de emisión en varios mercados clave, mejoró su audiencia entre personas de 18 a 49 años en todas las áreas de medición. En su primer mes de transmisión, la serie obtuvo más de 3.6 millones de espectadores.

### Crítica
El estreno de Legend of the Seeker, que incluye los primeros dos episodios, recibió diversas críticas. Fue criticado por no ser "gracioso" como Hercules: The Legendary Journeys y Xena: la princesa guerrera (también producidas por Robert Tapert y Sam Raimi), y por no tener demasiada emoción. Otra crítica mayor sobre el show fue sobre su carencia de originalidad y que "provenía demasiado de otros trabajos" como Star Wars, The Matrix, La Rueda del Tiempo y la Biblia, con el estilo "300" en las secuencias de acción en cámara lenta. Brian Lowry de la revista Variety nombró al programa como "una mezcla entre la ciencia ficción y la fantasía", mientras que Ray Richmond de The Hollywood Reporter la describió como "grande en estilo pero muy desafiada en términos de sustancia" con "muy poca interacción provocativa/interactiva aparte de la clase ultra violenta".
En una nota positiva, la serie fue elogiada por su alto valor de producción y el uso de los exteriores de Nueva Zelanda, Robert Lloyd del Los Angeles Times comenta que el programa es básicamente "una apuesta de diversión". Aunque Lloyd y Diane Steenbergen de IGN alabaron la actuación de los actores principales Craig Horner y Bridget Regan, Steenbergen y Lowry no estuvieron conformes con la interpretación de los personajes secundarios. En el tercer episodio de la serie, Steenbergen pensó que era "mucho más entretenido que los anteriores episodios, los que fueron abrumados con mucha exposición".

## Cancelación de la serie
La cadena ABC confirmó que la serie se cancelaba. La serie no parecía tener mucho futuro cuando The Tribune Company decidió no contar con más temporadas y, a pesar de los esfuerzos de la ABC por conseguir otra cadena interesada, parece que no ha podido ser. Por ello, ya podemos decir que la ficción se queda con las dos temporadas que emitió.

## Curiosidades
- En la versión española, el doblaje de Richard Cypher corre a cargo de Miguel Ángel Garzón, actor de doblaje más conocido por su personaje de "Kike" en la famosa y exitosa serie Farmacia de guardia (serie de TV).
- Bridget Regan no había leído ningún libro de la saga. Cuando se compró el primer volumen, se lo prestó a sus compañeros de reparto y algunos miembros del equipo de la serie. Después, tras pasar de mano en mano, acabó medio devorado por su perro y ella subió la foto del resultado final del libro a su cuenta de Twitter.

## Diferencias entre la serie y los libros
Los guionistas se tomaron muchas licencias en la primera temporada y eso molestó a muchos seguidores:
- En el libro original, el Libro de las Sombras Contadas no aparece, ya que es destruido antes de comenzar la historia por George Cypher. A su vez, este se lo hace memorizar a Richard, cosa que en la serie no ocurre porque Richard destruye el libro y no lee más que la primera página.
- La utilización de las Cajas del Destino de la serie es totalmente diferente a la que se les da en el libro. En la serie había que juntarlas, mientras que en el libro se debía elegir una y abrirla. Al omitir esto, se saltaron la cuenta atrás de Rahl o también algo que influiría en el desarrollo de la segunda temporada, el lugar en el que se encontraba la Piedra de las Lágrimas.
- En la serie no aparece Escarlata, el dragón de Rahl, y con el cual Richard y Kahlan se separaban de Zedd al terminar con Rahl en el último capítulo de la saga.
- Cara no aparece en los dos primeros libros. Su primera aparición es en el quinto, mucho después de que Richard "terminase" su formación como mago en el Palacio de los Profetas.
- Al final del segundo libro, Richard descubre cómo "esquivar" la confesión de Kahlan y el modo de hacerse inmune a ella. En la serie no ocurre.
- En el libro, tras descubrir cómo hacerse inmune a la confesión, Richard se entera de que no puede acostarse con Kahlan, puesto que se quedaría embarazada y tendría un confesor varón. En la serie no se menciona nada de esto.
- En el libro, Richard es hijo de Rahl, mientras que en la serie es su hermano.
- En el libro, Jensen huye de Richard y solo tienen en común a su padre, Rahl el Oscuro, no a su madre, como se menciona en la serie.
- En el capítulo 2x09, dentro de la sala de las profecías del Palacio de los Profetas hay una mención a una profecía: "Un descendiente de dos importantes linajes debe luchar contra una fuerza nueva una vez que se haya derrotado al Guardián (Custodio, así se le llama en el libro)". Richard es descendiente de la familia Rahl y de la familia Zorander, y el ser nuevo al que debe derrotar es el nuevo enemigo que aparece en el libro quinto, el Emperador Jagang. Dejando en dicho episodio un guiño para hacer una tercera temporada, pero al quebrarse la empresa productora no se ha podido realizar.
- Richard asume el trono de D'Hara desde el primer momento.
- Giller en el libro es un mago de buen corazón, mientras que en la serie es malvado. En la serie el mago Zeddicus hace el papel del libro de Giller, cuando rescata y ayuda a Rachel (1x09), luego se suicida delante de Rahl para proteger a Rachel.
- Rachel es adoptada por Chase.
- Adie, la bruja de los huesos del segundo episodio, tiene un papel duradero y esencial como protagonista en el libro.
- El padre de Kahlan en el libro está muerto y era el rey de Galea, mientras que en la serie fue mal padre, es ladrón y sigue vivo.
- En la serie no se menciona nunca a los Hombres Barro, cuando en el libro son una parte esencial para entender su historia en toda la saga de libros de La Espada de la Verdad.
- En los libros, al acabar la guerra y matar a Rahl, los ejércitos le juran lealtad, excepto algunos renegados que son asesinados por Kahlan con su miniejército de adolescentes de Galea (ciudad sitiada y saqueada por las tropas del emperador Jagang), y algunos que no formaron parte de ese ejército y eran aún rebeldes juraron lealtad a Richard tras conocerle por salvarles.
- Denna en la serie fue malvada hasta el momento de su muerte tras cambiar de parecer y ser asesinada por Cara antes de poder hacer un buen acto. En el libro, fue asesinada por Richard tras haber terminado su entrenamiento de Mord-Sith, pidiéndole perdón y ayudándolo más adelante en el futuro como un espíritu bueno, enfrentándose a Rahl y al Guardián para ocupar el lugar de Richard en la tortura.
- El hermanastro de Richard en la serie fue asesinado por un soldado D'Hara siendo una persona aliada, mientras que en el libro fue ejecutado por orden de Richard cuando se convirtió en señor de D'Hara tras descubrir que le había traicionado, a él y a la Tierra Occidental siendo aliado de D'Hara.
- Verna se convierte en Prelada tras la "presunta" muerte de Annalina Aldurren.
- Annalina en la serie es una persona que hace de todo para que las cosas salgan a su favor, por el bien del mundo, siendo acciones incluso malvadas. En el libro es una buena persona y hace las mismas acciones, pero sin que sean nunca malvadas, y es una protagonista importante en un segundo plano alejada de todos para hacer su trabajo.
- En el libro, al ascender Richard al poder, las Mord-Sith se alegran por primera vez en su historia de tener a un líder como él, que no las use como objetos sexuales y de asesinatos sin explicación, además de no castigarlas duramente como hacía en anterior Rahl. Richard las deja marcharse de la orden desde el primer momento para que elijan la vida que quieran, pero todas se quedan para servirle.
- En el libro, existen otros Rahls, dos hermanos, Drefan, un jefe curandero que en principio parecía ser buena persona y luego se demostró que era sólo un simple curandero y encima déspota y cruel, fue asesinado por Richard estando muy enfermo para salvar a Kahlan; Oba, un granjero atormentado por su madre e insultado por todo el mundo que al final se rebela y asesina a todos los que le molestaron y maltrataron. Intentó matar a Richard para ser el líder del Imperio D'Hara, pero fue abandonado a su suerte bajo tierra, excepto la cabeza, y está muerto.
- En el libro también existe un Rahl muy anciano, Nathan, que es un profeta y fue cautivo en el Palacio de los Profetas por ser un gran profeta (se dice que es el mejor profeta de la historia) y problemático con las mismas profecías. Muchas veces se duda de su lealtad, pero es buena persona y muchas de sus acciones que parecen malvadas tienen un buen motivo. Es un tatarabuelo lejano de Richard.
- En la serie, Nicci es malvada. Se alía con Richard un momento para luego volver a ser enemigos, pero en el libro es malvada por la infancia que tuvo por culpa de su maltratadora psicológica madre, viendo cómo le arruinaba la vida a su padre acaudalado y bueno. Ve en Richard la respuesta a la pregunta sobre "¿qué es la vida?" cuando lo tiene prisionero, recordándole a su padre, se arrepiente después con todos los protagonistas y se alía con ellos siendo una poderosa hechicera.